# Nupserha leroyi
Nupserha leroyi là một loài bọ cánh cứng trong họ Cerambycidae.